# George Hardie
George Hardie (Long Beach, 19 febbraio 1953) è un ex tennista statunitense.

## Carriera
In carriera ha vinto un titolo di doppio. Ha raggiunto nel singolare la 80ª posizione della classifica ATP, mentre in doppio ha raggiunto il 717º posto.

## Statistiche

### Singolare

#### Finali perse (1)
| Numero | Anno            | Torneo                        | Superficie | Avversario in finale | Punteggio |
| 1.     | 9 febbraio 1975 | Little Rock Open, Little Rock | Sintetico  | Billy Martin         | 2-6, 6-7  |

### Doppio

#### Vittorie (1)
| Numero | Anno          | Torneo            | Superficie  | Compagno    | Avversari in finale                | Punteggio     |
| 1.     | 11 marzo 1978 | Lagos Open, Lagos | Terra rossa | Sashi Menon | Colin Dowdeswell Jürgen Fassbender | 6-3, 3-6, 7-5 |

### Doppio

#### Finali perse (1)
| Numero | Anno          | Torneo               | Superficie  | Compagno     | Avversari in finale            | Punteggio     |
| 1.     | 18 marzo 1978 | Cairo Open, Il Cairo | Terra rossa | Lito Álvarez | Ismail El Shafei Brian Fairlie | 3-6, 5-7, 2-6 |